# 195 (عدد)
195 هو عدد صحيح. طبيعي بين 194 و196

## في الرياضيات

### خصائص
- 195عدد فردي
- 195 عدد ناقص
- 195 عدد مضلعي (21 أضلاع-66 أضلاع-...)